# Europa Jupiter System Mission - Laplace

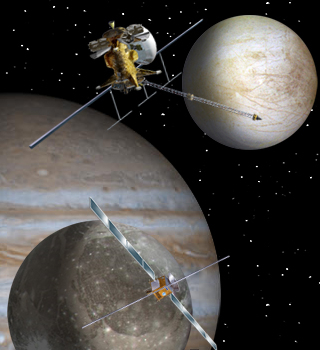
Concepto artístico de la Europa Jupiter System Mission: Jupiter Europa Orbiter (arriba) y del orbitador Jupiter Ganymede (abajo).

La Europa Jupiter System Mission - Laplace (EJSM-Laplace) fue una misión espacial no tripulada propuesta y conjunta por la NASA y la ESA programada para lanzarse alrededor de 2020 para la exploración en profundidad de las lunas de Júpiter, enfocadas sobre todo en Europa, Ganímedes y la magnetosfera de Júpiter. La misión habría estado compuesta por al menos dos elementos independientes: el Júpiter Europa Orbiter (JEO) de la NASA y el Júpiter Ganímedes (JGO) de la ESA, para realizar estudios coordinados del sistema joviano.
La Agencia Japonesa de Exploración Aeroespacial (JAXA) y Roscosmos (Agencia Espacial Rusa) habían expresado su interés en contribuir en el EJSM-Laplace, aunque no se había cerrado ningún acuerdo. Se estimó que el JEO por parte de la NASA habría costado 4.700 millones de dólares,  mientras que la ESA habría invertido 1.000 millones de dólares (710 millones de euros) en el JGO. 
En abril de 2011, la Agencia Espacial Europea (ESA) declaró que parecía poco probable que se llevara a cabo una misión conjunta entre Estados Unidos y Europa a principios de la década de 2020, debido al presupuesto de la NASA en ese momento, por lo que la ESA continuó con su iniciativa, dando lugar al llamado Jupiter Icy Moons Explorer (JUICE), basándose en el diseño del JGO original. La selección de JUICE para el puesto de lanzamiento L1 del programa científico Cosmic Vision de la ESA, se anunció el 2 de mayo de 2012  y terminó lanzándose el 14 de abril de 2023.
Por otro lado, en junio de 2015 la NASA aprobó el Europa Clipper y entró en la etapa de puesta en marcha,  con un lanzamiento previsto entre 2022 y 2025.

## Comienzo del estudio
En febrero de 2008, la NASA y la ESA iniciaron investigaciones conjuntas para enviar una sonda con el fin de estudiar los satélites helados del Sistema Solar exterior bajo el título Outer Planet Flagship Mission.  En el estudio se consideraron dos misiones candidatas principales: EJSM y Titan Saturn System Mission (TSSM), también conocida con la designación de la ESA TandEM.
En febrero de 2009, se anunció que NASA/ESA había dado prioridad al EJSM antes que al TSSM.   La contribución de la ESA se encontraba con la competencia financiera destinada a otras dos misiones prioritarias para la agencia: la Antena Espacial con Interferómetro Láser (LISA) y el Observatorio Internacional de Rayos X (IXO), razón por la cual la NASA mantuvo un plan de estudios para enviar a solas la parte de la misión que le correspondía. 

## Arquitectura original de la misión
La característica más distintiva del estudio EJSM/Laplace fue la colaboración propuesta con múltiples orbitadores y módulos de aterrizaje:
- NASA: Jupiter Europa Orbiter (JEO), proposed to study Europa and Io.
- ESA: Jupiter Ganymede Orbiter (JGO), proposed to study Ganymede and Callisto
- JAXA: Jupiter Magnetospheric Orbiter (JMO), proposed to study Jupiter's magnetosphere.
- JAXA: Jupiter and Trojan Asteroid Explorer (JTAX), proposed to study a Jupiter trojan.

El plan básico del EJSM consistía en JEO y JGO, que se propuso lanzar en 2020 y explorar el sistema joviano antes de establecerse en órbita alrededor de Europa y Ganímedes, respectivamente. JEO y JGO eran naves espaciales separadas e independiente desarrolladas, lanzadas y operadas por sus respectivas organizaciones para trabajar juntas. Sus fechas de lanzamiento y trayectorias interplanetarias no debían depender entre sí, sino que habrían sido sinérgicas. 

### Objetivo
El objetivo era determinar si el sistema de Júpiter alberga entornos aptos para la vida, centrándose en Europa y Ganímedes. Los principales objetivos científicos que planeaba esta misión eran: 
- Caracterizar los océanos subterráneos.
- Caracterizar las capas de hielo y el agua subterránea.
- Caracterizar la estructura interna profunda de Ganímedes y su campo magnético.
- Comparación de las exosferas, los entornos plasmáticos y las interacciones magnetosféricas.
- Determinar la composición y la química de las superficies globales.
- Comprender la formación de características de la superficie, incluidos sitios de actividad reciente o actual, e identificar y caracterizar lugares candidatos para futuras exploraciones con aterrizadores.